# Dionysia sarvestanica
Dionysia sarvestanica är en viveväxtart som beskrevs av Ziba Jamzad och Christopher Grey-Wilson 1989. Dionysia sarvestanica ingår i dionysosvivesläktet som ingår i familjen viveväxter.

## Underarter
Arten delas in i följande underarter:
- D. s. sarvestanica
- D. s. spathulata

## Bilder

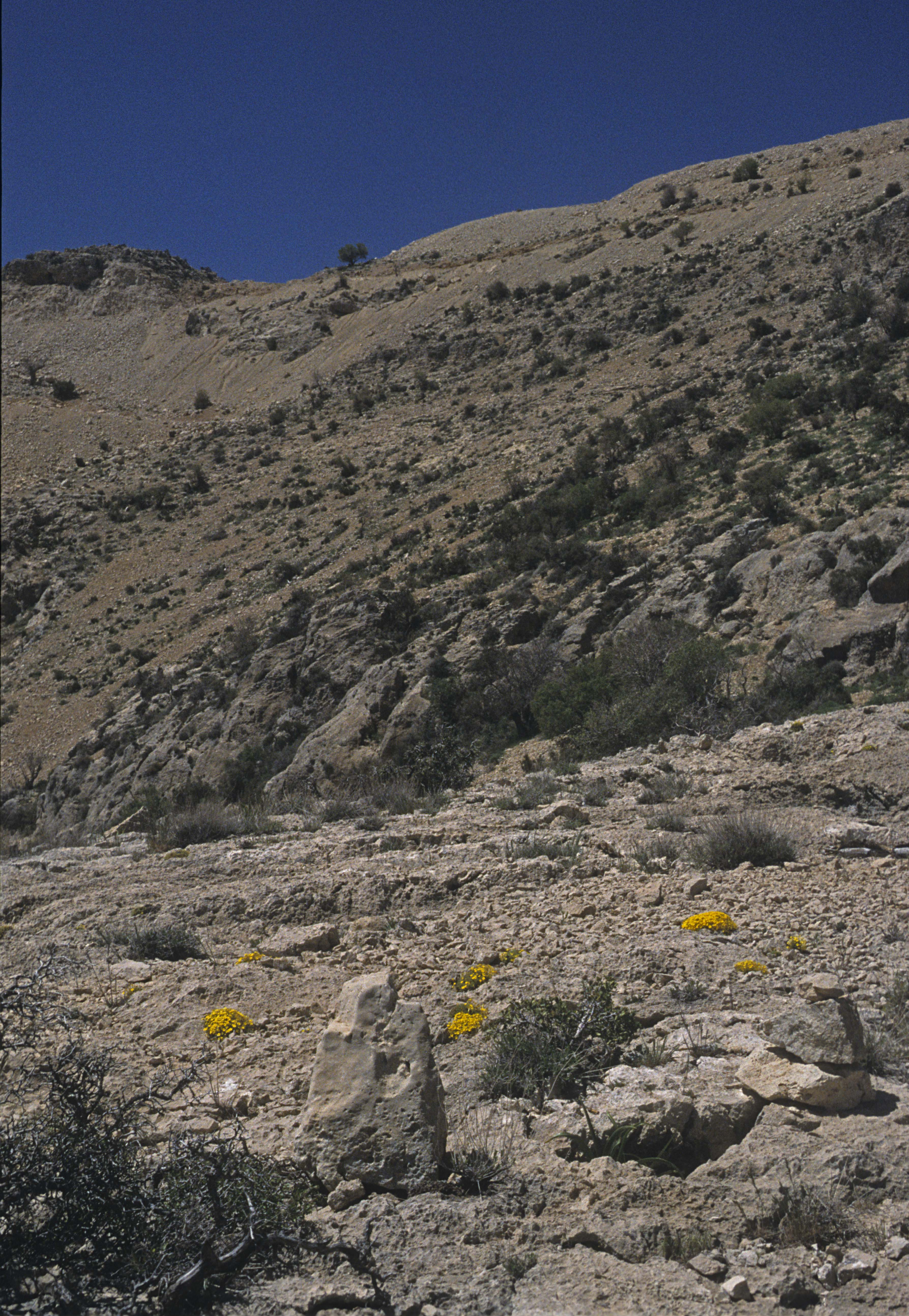
Vildväxande Dionysia sarvestanica i Iran.
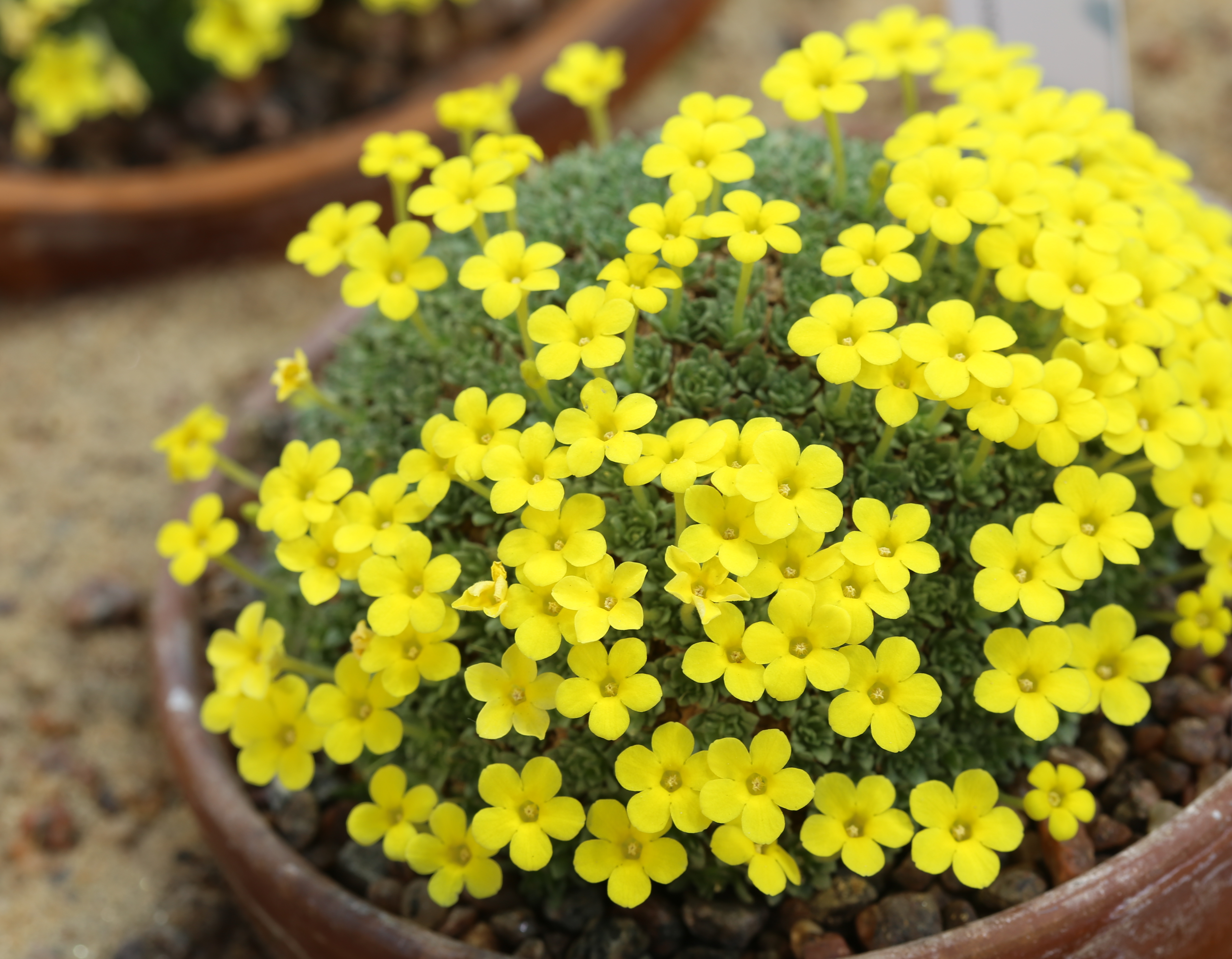